# Lewica (klub poselski)

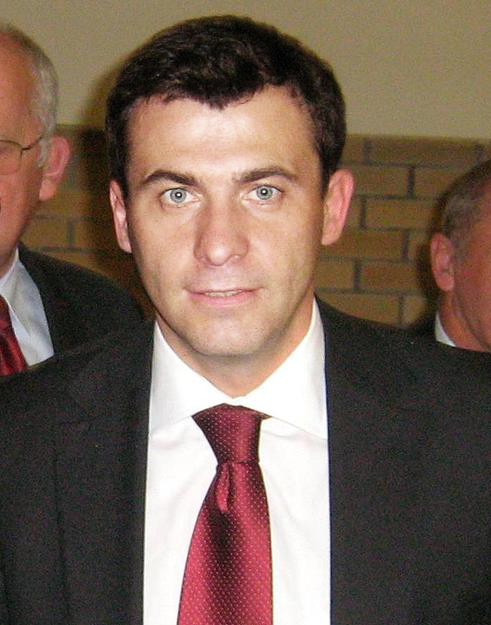
Wojciech Olejniczak – szef klubu do 10 czerwca 2009

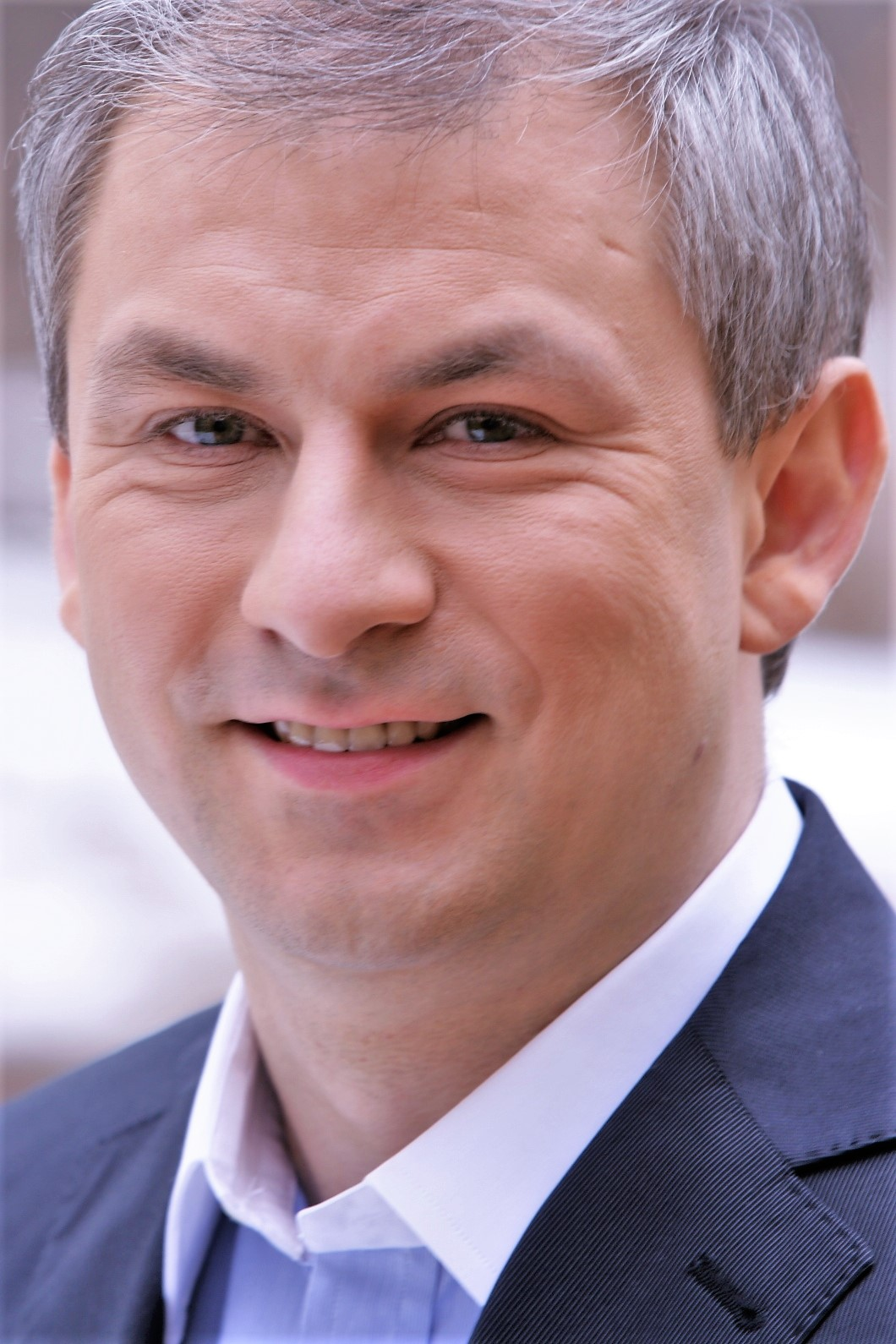
Grzegorz Napieralski – szef klubu od 17 czerwca 2009

Lewica – klub poselski Sojuszu Lewicy Demokratycznej i Unii Pracy. Utworzony został 22 kwietnia 2008, po rozpadzie koalicji wyborczej i klubu poselskiego Lewica i Demokraci. Logo to czerwony kwadrat, na dole którego znajdował się biały napis Lewica. Wzorzec stanowiły logotypy hiszpańskiej PSOE i niemieckiej SPD. Decyzją SLD z 24 września 2010 klub został przemianowany na Klub Poselski Sojusz Lewicy Demokratycznej.

## Posłowie (przed przemianowaniem na KP SLD)
Klub Poselski Lewica (43 posłów – 35 członków SLD, 3 członków UP i 5 posłów bezpartyjnych; wszyscy wybrani z listy LiD):

(w nawiasie przynależność partyjna posłów nienależących do Sojuszu Lewicy Demokratycznej)
- Romuald Ajchler (bezpartyjny po opuszczeniu SDPL)
- Leszek Aleksandrzak
- Bartosz Arłukowicz – od 18 marca 2009 (bezpartyjny po opuszczeniu SDPL)
- Anna Bańkowska (bezpartyjna po opuszczeniu SDPL)
- Anita Błochowiak
- Eugeniusz Czykwin
- Tomasz Garbowski
- Witold Gintowt-Dziewałtowski
- Henryk Gołębiewski
- Tadeusz Iwiński
- Ryszard Kalisz
- Tomasz Kamiński
- Witold Klepacz
- Jan Kochanowski
- Sławomir Kopyciński
- Bożena Kotkowska (Unia Pracy, dawniej SDPL) – od listopada 2009
- Jacek Kowalik – od 19 maja 2010, zastąpił Izabelę Jarugę-Nowacką
- Janusz Krasoń
- Zbigniew Kruszewski – od 5 maja 2010, zastąpił Jolantę Szymanek-Deresz
- Krystyna Łybacka
- Wacław Martyniuk
- Zbigniew Matuszczak
- Jarosław Matwiejuk (bezpartyjny, kandydat SLD)
- Krzysztof Matyjaszczyk
- Henryk Milcarz
- Tadeusz Motowidło
- Grzegorz Napieralski
- Artur Ostrowski
- Sylwester Pawłowski – od 18 czerwca 2009, zastąpił Wojciecha Olejniczaka
- Grzegorz Pisalski (Unia Pracy, dawniej SDPL) – od 18 marca 2009
- Wojciech Pomajda (bezpartyjny, kandydat SLD)
- Stanisława Prządka
- Stanisław Rydzoń
- Stanisław Stec
- Elżbieta Streker-Dembińska
- Wiesław Szczepański
- Tadeusz Tomaszewski
- Jerzy Wenderlich
- Marek Wikiński
- Bogusław Wontor
- Stanisław Wziątek
- Elżbieta Zakrzewska (Unia Pracy) – od 7 maja 2010, zastąpiła Jerzego Szmajdzińskiego
- Ryszard Zbrzyzny

Wcześniejsi posłowie KP Lewica:
- Izabela Jaruga-Nowacka (bezpartyjna, kandydatka SLD) – do 10 kwietnia 2010, zginęła w katastrofie lotniczej
- Wojciech Olejniczak – do 10 czerwca 2009, wybrany na posła do Parlamentu Europejskiego
- Joanna Senyszyn – do 10 czerwca 2009, wybrana na posła do Parlamentu Europejskiego
- Jerzy Szmajdziński – do 10 kwietnia 2010, zginął w katastrofie lotniczej
- Jolanta Szymanek-Deresz – do 10 kwietnia 2010, zginęła w katastrofie lotniczej
- Janusz Zemke – do 10 czerwca 2009, wybrany na posła do Parlamentu Europejskiego

## Ostatnie władze KP Lewica
Przewodniczący:
- Grzegorz Napieralski

Wiceprzewodniczący:
- Leszek Aleksandrzak
- Tomasz Kamiński
- Zbigniew Matuszczak
- Marek Wikiński
- Ryszard Zbrzyzny

Sekretarz:
- Stanisława Prządka